# أرت بولارد
أرت بولارد (بالإنجليزية: Art Pollard) هو سائق سيارة سباق ومهندس أمريكي، ولد في 5 مايو 1927 في Dragon, Utah ‏ في الولايات المتحدة، وتوفي في 12 مايو 1973 في إنديانابوليس في الولايات المتحدة.